# 第6回ゴールデンラズベリー賞
第6回ゴールデンラズベリー賞は、第58回アカデミー賞授賞式前日の1986年3月23日にカリフォルニア州サンタモニカのモーガン・ウィクソン・シアターで発表・授賞式が行われた。

## 受賞とノミネートの一覧
受賞は太字、それ以外はノミネートである。

### 最低作品賞
- ザ・ギャンブラー

- レボリューション/めぐり逢い
- イヤー・オブ・ザ・ドラゴン

### 最低男優賞
- ディヴァイン - ラスト・イン・ザ・ダスト
- リチャード・ギア - キング・ダビデ 愛と闘いの伝説
- アル・パチーノ - レボリューション/めぐり逢い
- ジョン・トラボルタ - パーフェクト

### 最低女優賞
- アリアーヌ - イヤー・オブ・ザ・ドラゴン
- ジェニファー・ビールス - ブライド
- リンダ・ブレア - ナイト・パトロール、非情の島 女囚大脱走、暴行都市
- ブリジット・ニールセン - レッドソニア
- タニア・ロバーツ - 007 美しき獲物たち

### 最低助演男優賞
- レイモンド・バー - ゴジラ1985
- ハーバート・ロム - ロマンシング・アドベンチャー キング・ソロモンの秘宝
- ロブ・ロウ - セント・エルモス・ファイアー
- ロバート・ユーリック - ターク182

### 最低助演女優賞
- サンダール・バーグマン - レッドソニア
- マリル・ヘナー - パーフェクト、Mr.早射ちマン

- ジュリア・ニクソン - ランボー/怒りの脱出

### 最低監督賞
- リチャード・ブルックス - ザ・ギャンブラー
- マイケル・チミノ - イヤー・オブ・ザ・ドラゴン
- ジョージ・P・コスマトス - ランボー/怒りの脱出
- ヒュー・ハドソン - レボリューション/めぐり逢い

### 最低脚本賞
- ザ・ギャンブラー - リチャード・ブルックス
- パーフェクト - アーロン・レイサム、ジェームズ・ブリッジス、原案のローリング・ストーン誌
- ジェームズ・キャメロン、ケヴィン・ジャール、原案のデイヴィッド・マレル
- イヤー・オブ・ザ・ドラゴン - オリバー・ストーン、マイケル・チミノ、原作のロバート・デイリー

### 最低新人賞
- アリアーヌ - イヤー・オブ・ザ・ドラゴン
- 新たなるサイボット・ゴジラ - ゴジラ1985

- ジュリア・ニクソン - ランボー/怒りの脱出
- カート・トーマス - カラテNINJA ジムカタ

### 最低作曲賞
- トーマス・ドルビー - ザ・ギャンブラー
- ジェリー・ゴールドスミス - ロマンシング・アドベンチャー キング・ソロモンの秘宝
- ジョン・コリリアーノ - レボリューション/めぐり逢い

- ポール・ザザ - ターク182

### 最低主題歌賞
- "All You Can Eat" - クラッシュ・グルーブ
- "The Last Dragon" - ラスト・ドラゴン
- "Oh, Jimmy!" - スラッガーズ・ワイフ
- "Peace in Our Life" - ランボー/怒りの脱出
- "7th Heaven" - ラスト・ドラゴン